# Richard Cifelli
Richard Lawrence Cifelli est un professeur américain de biologie et commissaire d'exposition de paléontologie des vertébrés à la Faculté de biologie de l’Université d'Oklahoma aux États-Unis. Il est né en 1954 à Centralia (Washington).

## Études
Il entame ses études au Département de sociologie de Colby College dans le Maine où il sort en 1976 magma cum laude. Il entre alors au Département d’anthropologie à l’Université de Chicago. À sa sortie en 1979, il entre au Département des sciences géologiques à l’Université Columbia où il obtient un diplôme (M.Phil.) en décembre de la même année et un doctorat (PhD) trois ans plus tard (1983).

## Travaux

### Recherches actuelles
Son travail récent concerne la systématique et la paléobiologie des vertébrés terrestres, principalement les mammifères, des États-Unis ayant vécu au Crétacé.

### Champ et expériences professionnels
Le parcours professionnel de Cifelli témoigne d'une longue carrière. Entre son premier poste comme archéologue à l’Université d'Alaska (1974) et son poste actuel de presidential professor à l’Université d’Oklahoma, il a travaillé dans de nombreux musées des États-Unis où il a tour à tour été chercheur, consultant, commissaire d'exposition, etc.

### Découvertes en paléontologie

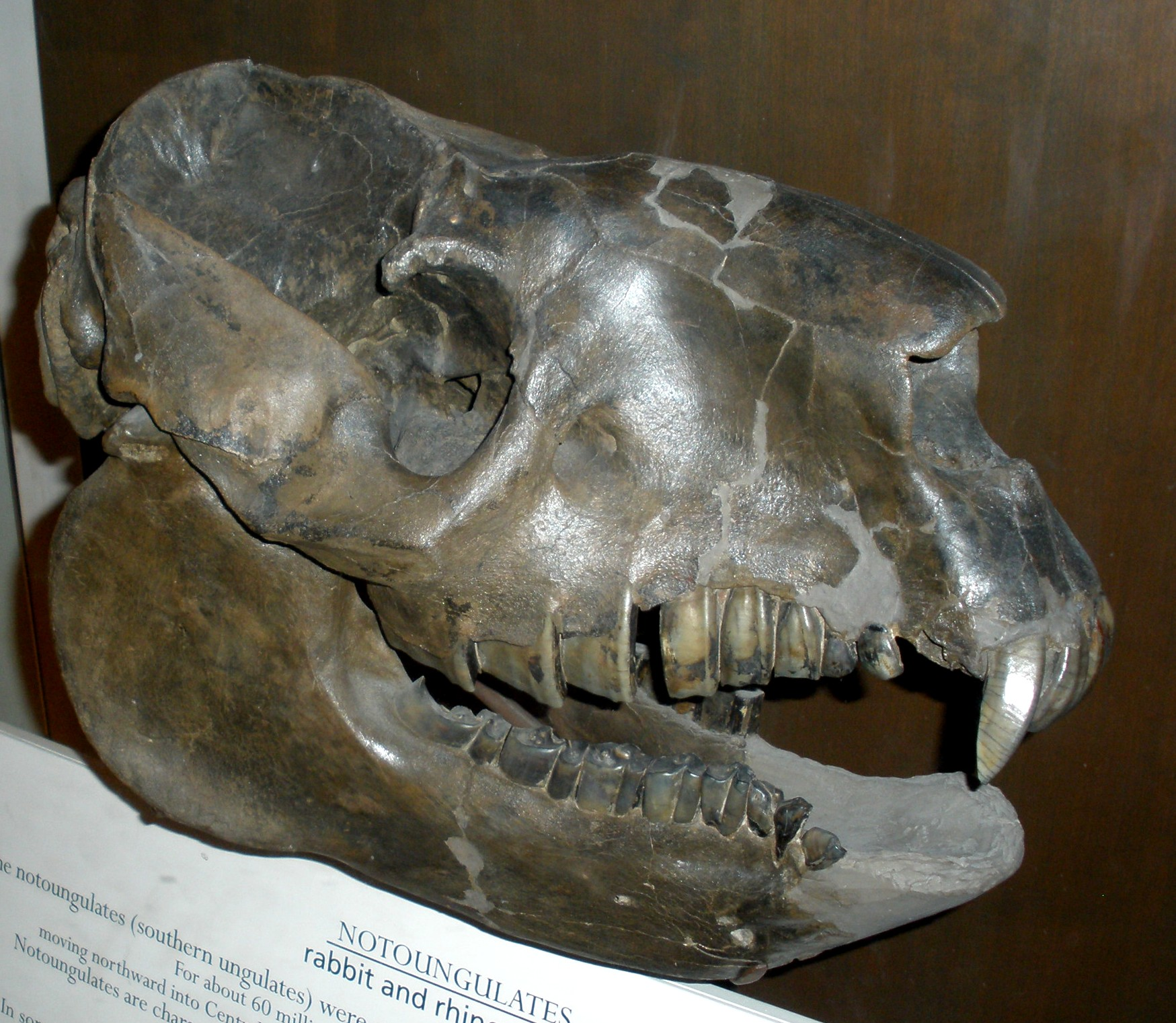
Ce crâne est celui d'un Nesodon imbricatus, un mammifère notongulé comme Cifelli étudie.

On doit au professeur Cifelli de nombreuses découvertes concernant les mammifères primaires, notamment du Crétacé. Notons par exemple ses travaux de morphologie fonctionnelle et en systématique sur les représentants de l’ordre des Notoungulata qui ont permis une classification et une connaissance plus accrue. Encore à ce jour, il mène un large programme de collecte (de fossile, de données, etc.) ainsi que des recherches basées sur des spécimens en collaboration avec l’Université d’Oklahoma où il travaille.

### Enseignement
Cifelli enseigne plusieurs matières : la géophysique, la paléobiologie des vertébrés et l’évolution des vertébrés. Il donne également un cours sur l’âge des dinosaures et une introduction à l’astronomie et la géologie. Il participe également à diverses conférences.

### Publications
Il a publié seul ou en collaboration une cinquantaine d’articles dans des journaux. Il est également référé dans le chapitre d’un livre sur l’évolution et l’extinction des ongulés sud-américains.

#### Livres
- Kay, R. F., Madden, R. H., Cifelli, R. L., and Flynn, J. J. (eds.), Vertebrate Paleontology in the Neotropics: The Miocene Fauna of La Venta, Colombia Smithsonian Institution Press
- Kielan-Jaworowska, Z., Cifelli, R. L., and Luo, Z.-X.,  Mammals from the Age of Dinosaurs: Origins, Evolution, and Structure, Columbia University Press

### Récompenses
Il a notamment été récompensé pour son travail sur les mammifères primaires et les autres vertébrés du Crétacé en 1994 et lors du 55e meeting annuel de la société de la paléontologie des vertébrés à Pittsburgh.

## Langues
Le professeur Cifelli est polyglotte. En plus de l’anglais, il parle portugais, espagnol, français et sait lire l’allemand.